# عبد الرحيم الأحمدي
عبد الرحيم الأحمدي أديب وناشر سعودي، ولد في قرية «العنيق» بوادي الصفراء في المدينة المنورة عام 1938م (1357هـ). أسس دار المفردات للنشر، وهو كاتب في جريدة (الرياض). صدر له العديد من المؤلفات من أبرزها كتاب (الاتجاهات الاجتماعية في القصة القصيرة المعاصرة في المملكة العربية السعودية)، ورواية (وادي العِشرق: مفازة الجن).

## النشأة والتعليم
ولد الأحمدي في قرية العنيق في المدينة المنورة، وقد درس المرحلة الابتدائية بقرية خيف الحزامي بوادي الصفراء حتى أنهى السنة الرابعة الابتدائية ثم انتقل إلى حي العتيبية في مكة المكرمة، فأكمل دراسته الابتدائية ثم التحق بمعهد إعداد المعلمين عام 1373هـ.
حصل على درجة البكالوريوس في التاريخ من جامعة الإمام محمد بن سعود الإسلامية عام 1398هـ.
حصل على درجة الماجستير في علم اجتماع الأدب من جامعة الملك سعود عام 1408هـ (1988م) وكان عنوان رسالته (الاتجاهات الاجتماعية في القصة القصيرة المعاصرة في المملكة العربية السعودية 1371-1400هـ / 1951-1980م).

## العمل
- عمل مدرساً في إحدى مدارس مكة الابتدائية مدة عامين.
- تولّى إدارة مركز التنمية الاجتماعية بوادي فاطمة بمنطقة مكة المكرمة في الفترة بين عامي (1382-1392هـ).
- عمل بعدها مديراً لمركز التنمية الاجتماعية بالدرعية في الفترة بين عامي (1392-1402هـ).
- عند تأسيس مجلس التعاون واتخاذ مدينة الرياض مقراً لأمانته التحق به مديراً لإدارة الشباب والرياضة واستمر في هذا العمل حتى تقاعده عام 1420هـ ولمدة ثمانية عشر عاماً.[5]
- يعمل مديراً لدار المفردات للنشر والتوزيع.[7]

## الإصدارات
- (من شعر ابن قابل: محمد سعيد بن قابل الأحمدي) صدر عام 1986م.[8]
- (أيها الشاعر إني أعتذر) ديوان شعر صدر عام 1996م.
- (ألف كسرة وكسرة) صدر عام 1998م.
- (من مرويات ابن قابل: محمد سعيد بن قابل الأحمدي) صدر عام 1998م.
- (أهل الكسرة: مشروع موسوعة لشعراء الكسرة) الجزء الأول. صدر عام 1998م.
- (أهل الكسرة: مشروع موسوعة لشعراء الكسرة) الجزء الثاني. صدر عام 2004م.
- (وادي العِشرق: مفازة الجن) رواية. صدرت عام 2006م.[9]
- (أحاديث من الأدب الشعبي) صدر عام 2013م.[10]
- (بديوية) ديوان شعر. صدر عام 2018م.[11]
- (الاتجاهات الاجتماعية في القصة القصيرة المعاصرة في المملكة العربية السعودية 1371-1400هـ / 1951-1980م). صدر عام 2019م.[3]
- أسهم في مراجعة مواد (موسوعة الثقافة التقليدية في المملكة العربية السعودية) (2000) التي أشرف عليها سعد الصويان، وصدرت في اثني عشر مجلداً. ورافق عبد الرحيم الأحمدي التحضير من عام 1997 حتى إصدار (موسوعة الأدب العربي السعودي) (2001) في عشرة مجلدات، وكذلك رعى إصدار الطبعة الثانية من (دليل الأدباء بدول مجلس التعاون لدول الخليج العربية) (2014).[12]

## الجوائز
حاصل على جائزة «يوتو روغي» «الراحة» من قبل مؤسسة موتوكو كتاكورا لثقافة الصحراء في اليابان.